# Panhard CD
El Panhard CD es un automóvil diseñado por Charles Deutsch y construido por Panhard, producido entre 1963 y 1965. Lleva en su nombre las iniciales de Deutsch, y se considera una continuación de la línea de vehículos Panhard producidos por Deutsch-Bonnet. El coche era la versión de carretera del CD Dyna que compitió en las 24 Horas de Le Mans en junio de 1962.

## El CD Dyna
A finales de 1961, terminó la asociación entre el ingeniero y aerodinámico francés Charles Deutsch y su colaborador de toda la vida, René Bonnet. Poco después, el histórico fabricante de automóviles francés Panhard se puso en contacto con Deutsch para diseñar un sucesor de su DB HBR 5 para las 24 Horas de Le Mans de 1962. Si bien este sería el primer proyecto en solitario de Deutsch, ya había diseñado automóviles con componentes Panhard, así como los planos detallados (fechados el 19 de octubre de 1960) de un automóvil que anticipó al CD Dyna, y que pudo haber llegado a ser el planificado HBR 6.
Panhard dio su aprobación para comenzar a trabajar en el automóvil a fines de enero de 1962, y el gerente de fábrica, Etienne de Valance, comenzó a formar un equipo de pilotos. Se construyeron cinco coches; un prototipo con carrocería de acero martillado a mano y cuatro más con carrocería en plástico reforzado con fibra de vidrio fabricada por el carrocero Chappe et Gessalin. Se consideró utilizar un bastidor espacial de acero tubular, pero finalmente se dispuso un chasis de túnel central de acero. El primer automóvil, con el chasis número 101, se terminó en solo 70 días. Los siguientes cuatro coches recibieron las designaciones de 102 a 105.
El automóvil se denominó de diversas formas, como CD-Panhard, Panhard et Levassor CD Le Mans o CD-Panhard Dyna Cupé, pero en los resultados de las 24 Heures du Mans de 1962 figura como CD Dyna.
El diseño de la carrocería es obra de Deutsch, y la aerodinámica  estuvo a cargo de Lucien Romani junto con su protegido Marcel Hubert.
Los motores eran bóxer bicilíndricos refrigerados por aire, diseñados por Louis Delagarde de Panhard y preparados por Deutsch y la Société Moteur Moderne. La potencia se incrementó mediante válvulas agrandadas, un árbol de levas de mayor elevación y dos carburadores Zenith de tiro descendente. Si bien el primer motor construido también se había ampliado a 954 cc, todos los coches para Le Mans tendrían un motor más pequeño de 702 cc. El transeje del automóvil era el del Panhard PL 17.

### El CD Dyna en competición
El cupé apareció por primera vez en las jornadas de pruebas de la carrera de Le Mans en abril de 1962. Se registró en la clase de prototipos con motores de hasta 850 cm³ (51,9 plg³). Los pilotos Pierre Lelong y Bernard Boyer obtuvieron los puestos por tiempos 20 y 21 del día.
El 27 de mayo de 1962, los chasis 101 y 102 participaron en los 1000 km de Nürburgring. El chasis 101 fue conducido por el equipo de André Guilhaudin y Bernard Boyer; y el chasis 102 por Jean-Pierre Hanrioud y Alain Bertaut, que no terminó debido a un accidente. Sin embargo, el coche de Guilhaudin/Boyer terminó en el puesto 24 de la general.

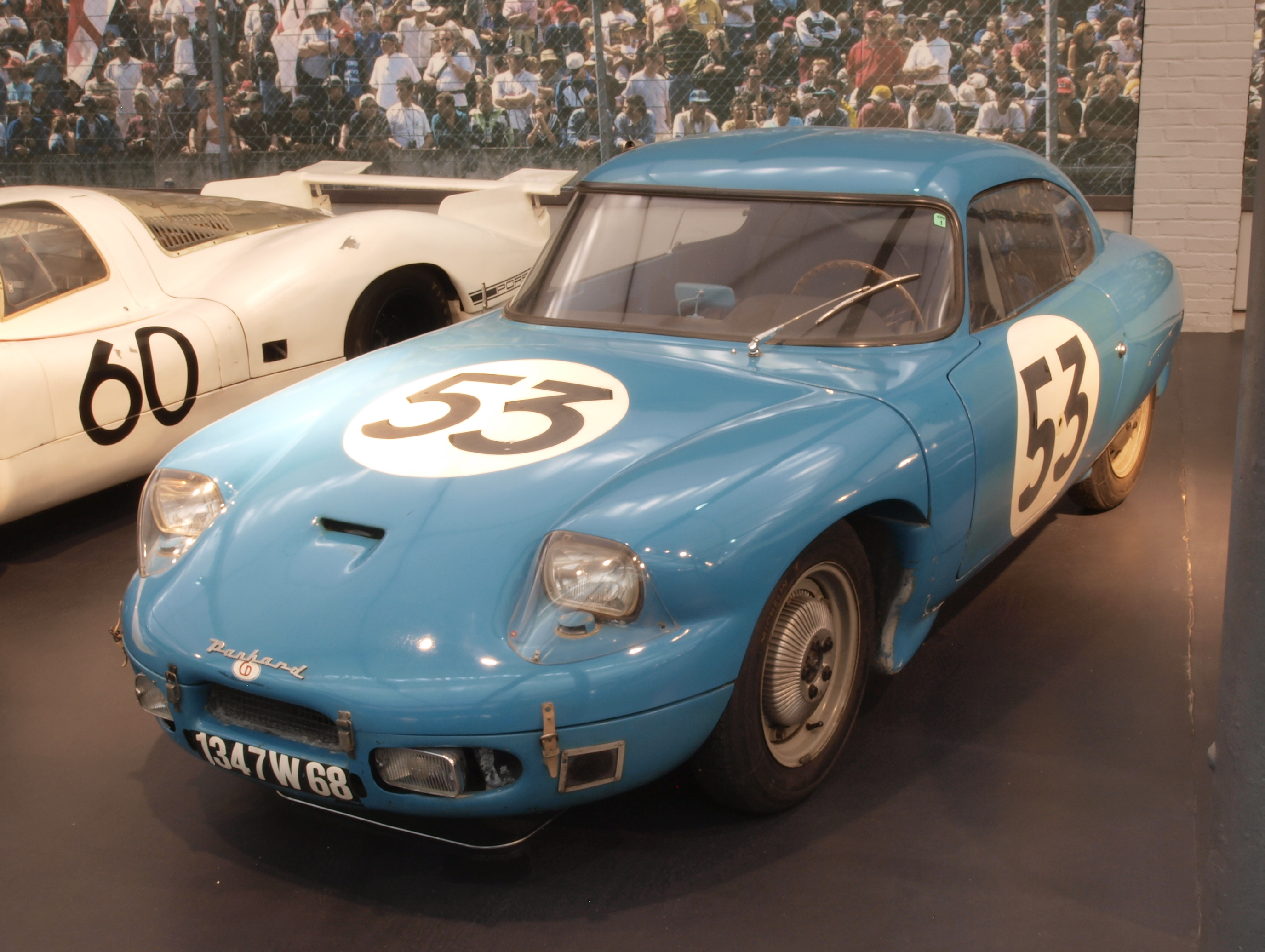
CD Dyna Número 53

Se inscribieron cuatro coches para las 24 Horas de Le Mans del 23 y 24 de junio de 1962. El chasis 103 recibió el número 53, siendo pilotado por el equipo formado por André Guilhaudin y André Bertaut; el chasis 104 recibió el número 54 y fue conducido por Pierre Lelong y Jean-Pierre Hanrioud; el chasis 105 recibió el número 55 con Bernard Boyer y Guy Verrier al volante; y un automóvil que se cree que tenía el chasis 102 recibió el número 70 y debía haber sido conducido por Robert Neyret y Robert Mougin, pero el automóvil no llegó a participar.
El número 54 fue eliminado en la novena hora de carrera, debido a un accidente en el que el volcó y se incendió. Hanrioud, que conducía en ese momento, logró alejarse del accidente. Boyer y Verrier en el número 55 se retiraron en la decimocuarta hora con el motor sobrecalentado.
El número 53, conducido por Bertaut y Guildaudin, terminó 16º en la general y ganó su clase y el "Índice de Prestaciones". El automóvil también se ubicó en tercer lugar en el "Índice de Rendimiento Energético", o índice de consumo, con un promedio de 11,4 L/100 km (8,8 km/L) con un peso del vehículo de 590 kg (1300,7 lb). La velocidad promedio de Guilhaudin y Bertaut durante toda la carrera fue de 142,793 km/h (88,7 mph), mientras que en su vuelta más rápida invirtieron 5 minutos y 22 segundos, con una velocidad media de 160,403 km/h (99,7 mph).
El 16 de septiembre, Deutsch llevó un CD Dyna con un motor modificado y algunos cambios aerodinámicos adicionales a la recta de Hunaudeères, donde el automóvil alcanzó una velocidad máxima de 204 km/h (126,8 mph).
El 21 de octubre de 1962, los pilotos André Guilhaudin y Alain Bertaut terminaron en la 20.ª posición en la carrera de 1000 km de París. Este fue el final de la carrera deportiva del Dyna Cupé.

## Producción del Panhard CD

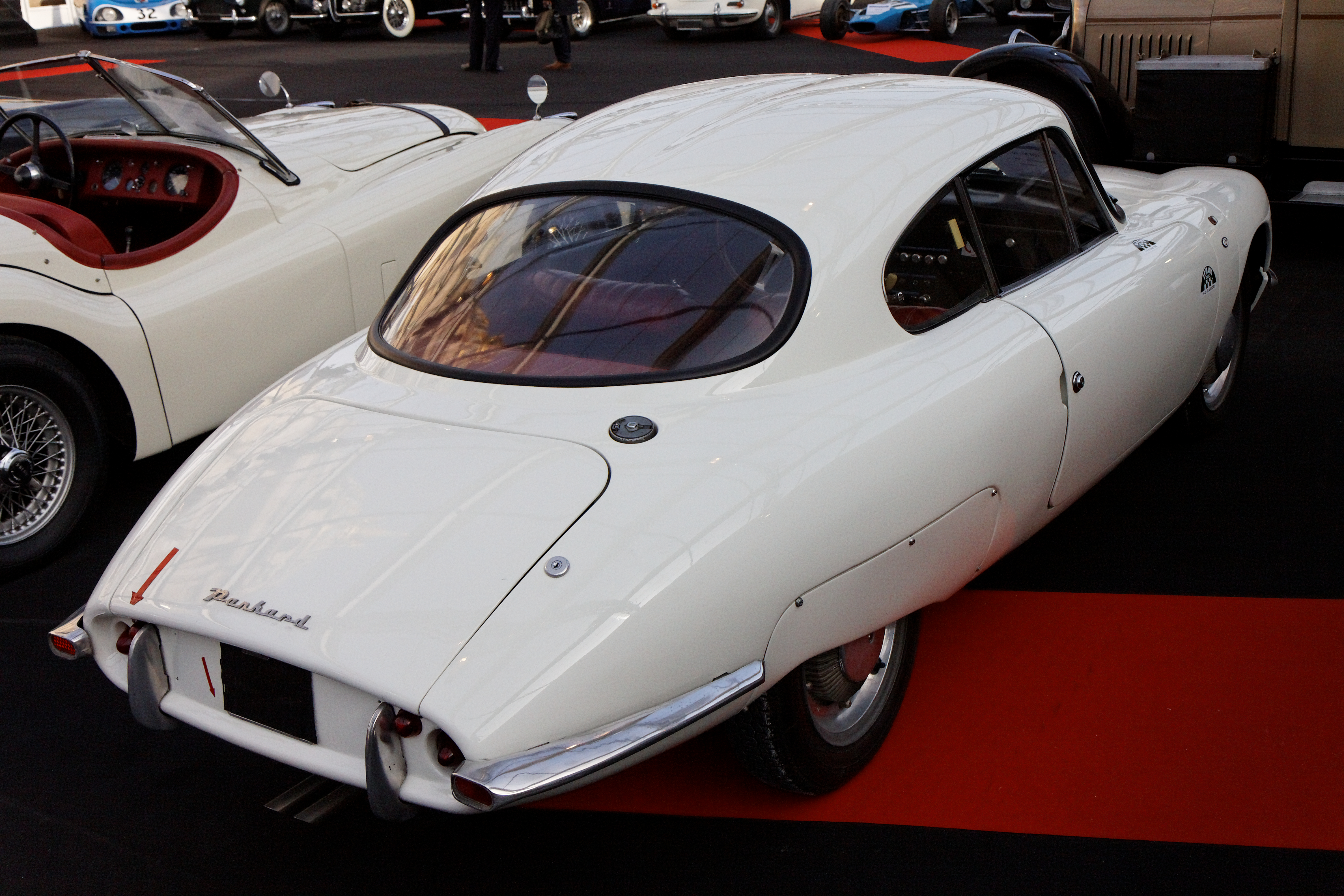
Vista de tres cuartos trasera

El Panhard CD heredó del CD Dyna su carrocería Grand Touring cupé con una distintiva parte trasera cónica y un techo de "doble burbuja". La carrocería ligera estaba fabricada de fibra de vidrio, un material adecuado a la forma curvada del coche y a la economía de la producción de una pequeña serie de vehículos. Deutsch y Romani habían ideado una forma extremadamente aerodinámica, con un coeficiente de arrastre ({\displaystyle \scriptstyle C_{\mathrm {d} }\,}) de 0,22. La carrocería estaba montada sobre un bastidor central rígido resistente a la torsión que seguía el patrón establecido por diseños anteriores de DB. El chasis completo pesaba 40 kg (88,2 lb). La parte delantera de la carrocería era de una sola pieza, que se inclinaba hacia arriba y hacia atrás para exponer el sector frontal del chasis y todo el tren de transmisión.
El CD se vendió con dos niveles de equipamiento; GT y Rallye. El GT se vendió por 15.500 francos y el Rallye por 16.500 francos. El motor en ambos era el M5-T "Tigre" de Panhard, con un desplazamiento de 848 cm³ (51,7 plg³). El motor del GT era un modelo estándar alimentado por un solo carburador Zenith tipo 38 NDIX de tiro descendente que rendía 49 HP (36,5 kW). El modelo Rallye tenía dos carburadores y producía aproximadamente 59 HP (44,0 kW). La caja de cambios de cuatro velocidades era un componente Panhard con una tercera marcha de transmisión directa y una cuarta sobremarcha que impulsaban las ruedas delanteras. Las transmisiones en las versiones Rallye tenían una relación de transmisión final casi un 10% "más alta" (numéricamente más baja) que la GT. La velocidad máxima del GT era de 165 km/h y de 180 km/h para el modelo Rallye. La suspensión era independiente en las cuatro ruedas, y adelante constaba de brazos en A inferiores y un resorte de lámina transversal superior con amortiguadores de brazo de palanca, mientras que la suspensión trasera era de brazos semitirados con barras de torsión y amortiguadores de brazo de palanca. La dirección era de cremallera y piñón, procedente del PL17. El frenadoutilizaba el Sistema ETA (evacuación térmica acelerada), con un tambor de aleación ligera en el exterior de la rueda para mejorar la refrigeración y un revestimiento de hierro. Los neumáticos eran unos Michelin XAS FF 145x380 tanto delante como detrás.
El CD Panhard se presentó al público en el Salón del Automóvil de París de 1962. Debido a los problemas surgidos en la producción de las carrocerías de fibra de vidrio, los primeros coches no se entregaron hasta abril de 1963. En septiembre de 1964, el Panhard CD ganó el Grand Prix de l'Art et de l'Industrie Automobiles Français (categoría Sports y Grand Touring) en el Salón de París.
Desde 1963 hasta julio de 1965 se vendieron 179 coches: 122 GT y 57 Rally. Al agregar los cinco CD Dyna, la producción total de todos los CD asciende a 184. Los números de chasis comenzaron con 101 para el primer prototipo con carrocería de acero, pasaron de 102 a 105 para el resto de CD Dyna y luego continuaron en la serie de producción con números del 106 al 284. Según algunas fuentes, se dejaron sin montar tres coches adicionales.

## Panhard LM64

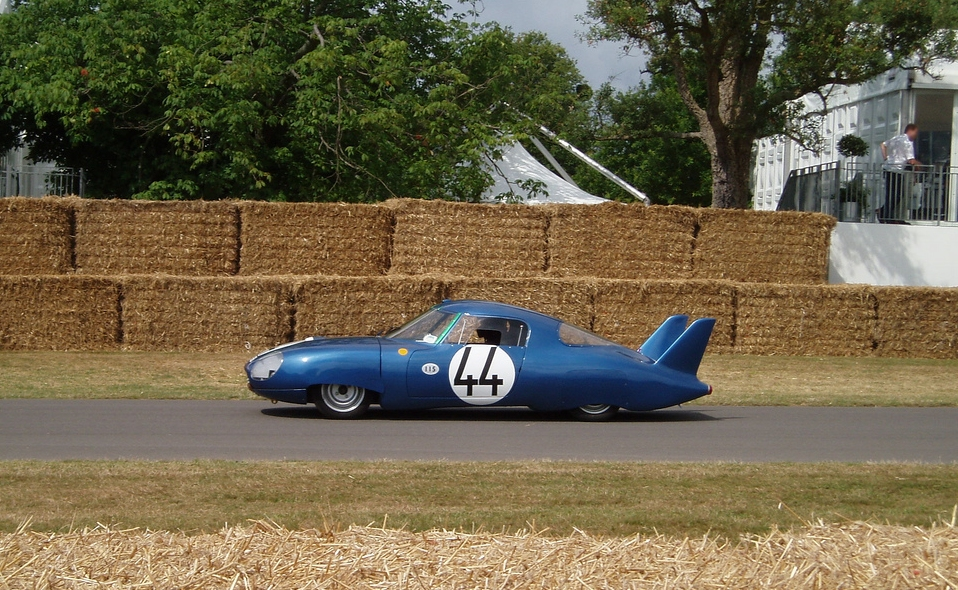
LM64

Después de ir a Le Mans en 1963 con un automóvil propulsado por un motor DKW de tres cilindros y dos tiempos, Deutsch regresó en 1964 con un nuevo automóvil ultra aerodinámico con motor Panhard llamado LM64. Se construyeron dos coches; LM64/1 y LM64/2. Estos coches conservaban el la columna vertebral central del chasis del CD Panhard de serie, revisada por Jean Claude Haenel. La ballesta transversal en la suspensión delantera fue reemplazada por resortes helicoidales.
Una vez más Romani tomó la delantera, dando forma a la carrocería. Produjo una forma con faros completamente cubiertos, lados lisos con faldones en las ruedas delanteras y traseras y un suelo liso muy bajo con una sección hacia la parte trasera del automóvil en forma de difusor en un uso temprano del "efecto suelo" para producir una fuerza descendente. Una característica destacada fueron las dos grandes aletas verticales en la parte trasera para mejorar la estabilidad del vehículo a altas velocidades. El resultado de este trabajo fue que los LM64 tenían un coeficiente de resistencia incluso más bajo que el del Panhard CD, con un {\displaystyle \scriptstyle C_{\mathrm {d} }\,} de solo 0,12.: 90 
Debido a problemas de seguridad, los coches con motores de menos de 1 litro no pudieron competir en Le Mans a partir de 1964. Para superar esa restricción, el motor de los LM64 recibió un sobrealimentador Sferma junto con otros cambios que incluían carburadores de doble encendido y doble carburador Zenith. Al aplicar el factor de multiplicación de 1,4 para motores con alimentación forzada, la cilindrada efectiva de los motores Panhard de 848 cc aumentó a 1187 cc, lo que hacía que el automóvil pudiera inscribirse en la clase de menos de 1200 cc. La potencia era de 78 HP (58,2 kW). El transeje utilizado fue una unidad ZF de 5 velocidades.

### El LM64 en competición
Uno de los LM64 apareció en la prueba de Le Mans. El piloto Alain Bertault registró el 33º mejor tiempo. Estaba previsto que un coche apareciera en los 1000 km de Nürburgring, pero no llegó a participar.
Los dos LM64 se inscribieron en Le Mans en 1964. Guy Verrier y Pierre Lelong condujeron el LM64/1, inscrito como el coche número 45. Quedaron clasificados en el puesto 55, aunque se vieron obligados a retirarse cuando su caja de cambios falló. El LM64/2, conducido por el equipo de André Guilhaudin y Alain Bertault, recibió el número 44. Este coche se calificó el 54.º pero abandonó la carrera antes que su coche hermano debido a un fallo en el motor.
Deutsch no volvió a competir con estos coches. El LM64/1 estuvo almacenado hasta 1979, y el LM64/2 hasta 1981, cuando se exhibió en el museo de Le Mans. Ambos coches aparecieron en la carrera de Le Mans Classic de 2004 y el LM64/2 participó posteriormente en el Festival de la Velocidad de Goodwood.

## Comparación de modelos
| Modelo | CD Dyna                         | Panhard CD GT                   | Panhard CD Rallye               | LM64                                            |
| --- | ------------------------------- | ------------------------------- | ------------------------------- | ----------------------------------------------- |
| Años | 1962                            | julio 1963 a julio de 1965      | julio 1963 a julio de 1965      | 1964                                            |
| Motor | 2-Cilindros 4-tiempos Bóxer OHV | 2-Cilindros 4-tiempos Bóxer OHV | 2-Cilindros 4-tiempos Bóxer OHV | 2-Cilindros 4-tiempos Bóxer OHV sobrealimentado |
| Diámetro x carrera | 77,2 x 75 mm (3,04 x 2,95 plg)  | 84,85 x 75 mm (3,34 x 2,95 plg) | 84,85 x 75 mm (3,34 x 2,95 plg) | 84,85 x 75 mm (3,34 x 2,95 plg)                 |
| Cilindrada | 702 cm³ (42,8 plg³)1            | 848 cm³ (51,7 plg³)             | 848 cm³ (51,7 plg³)             | 848 cm³ (51,7 plg³)                             |
| Potencia | 60 HP (44,7 kW)                 | 50 HP (37,3 kW)                 | 60 HP (44,7 kW)                 | 78 HP (58,2 kW)                                 |
| Transeje | Panhard 4-marchas manual        | Panhard 4-marchas manual        | Panhard 4-marchas manual        | ZF 5-marchas manual                             |
| Longitud | 4000 mm (157,5 plg)             | 4060 mm (159,8 plg)             | 4060 mm (159,8 plg)             | 4250 mm (167,3 plg)                             |
| Ancho | 1600 mm (63,0 plg)              | 1600 mm (63,0 plg)              | 1600 mm (63,0 plg)              | 1640 mm (64,6 plg)                              |
| Alto | 1185 mm (46,7 plg)              | 1185 mm (46,7 plg)              | 1185 mm (46,7 plg)              | 1070 mm (42,1 plg)                              |
| Batalla | 2250 mm (88,6 plg)              | 2250 mm (88,6 plg)              | 2250 mm (88,6 plg)              | 2270 mm (89,4 plg)                              |
| Vías D/T | 1200/1100 mm (47,2/43,3 plg)    | 1200/1100 mm (47,2/43,3 plg)    | 1200/1100 mm (47,2/43,3 plg)    |                                                 |
| Peso | 546 kg (1203,7 lb)              | 580 kg (1278,7 lb)              | 580 kg (1278,7 lb)              | 560 kg (1234,6 lb)                              |
| Nota: 1El primer motor desplazaba 954 cc. Después de la carrera de Le Mans de 1962 se instaló en el chasis 105 para participar en el Tour Auto de 1962. |                                 |                                 |                                 |                                                 |

## Lecturas relacionadas
- Bernard Vermeylen, Panhard, ses voitures d'après guerre, éditions E.T.A.I., 1995 ISBN 2-7268-8196-3
- Francois Jolly: L’automobiliste, la revue de l’amateur. No. 64 - I - 1985, S. 25 y siguientes, Hrsg .: Adrien & Isabelle Maeght, Imprimerie Arte, París, S. 25 y siguientes.
- Charly Rampal: Du Tigre au Lion. Les CD de Charles Deutsch.